# 塔胡尼亚河畔奥鲁斯科
塔胡尼亚河畔奥鲁斯科，1991年前称作奥鲁斯科（Orusco），是西班牙马德里自治区的一个市镇。总面积21.51平方公里，总人口1308人（2013年），人口密度60.8人/平方公里。